# 阿Q正传
《阿Q正傳》是中國近代作家魯迅唯一的一部中篇小說。

## 發表
寫於1921年12月至1922年2月之間，最初分章刊登於北京《晨報副刊》，署名“巴人”。《阿Q正傳》第一章發表於1921年12月4日《晨報副刊》的「開心話」欄，開頭諷刺考證家的那些近似滑稽的寫法。但魯迅“實不以滑稽或哀憐為目的”，并希望写出“一个现代的我们国人的魂灵来”。第二章起移載「新文藝」欄，直至1922年2月12日登畢，以後收入小說集《吶喊》。

## 主題
《阿Q正傳》寫出辛亥革命並未給農村帶來真正的改革，並透過農村中貧苦僱農阿Q的藝術形象，影射出人性的劣根，如卑怯、精神勝利法、善於投機、誇大狂與自尊癖等。

## 人物
- 阿Q——小说主角，社會中的小人物，非常貧窮，文化水準低，沒有教養，但自尊心很重。每次遭遇到不幸的事，都會找些似是而非的理由為自己安慰。小說中寫明“Q”為“Quei”（拼音：guì；注音：ㄍㄨㄟˋ）之縮寫，不過如今大多數人已經習慣按英語字母Q的發音來唸。
- 趙太爺——鄉紳，阿Q的「米飯班主」，對阿Q甚為苛刻。
- 吳媽——趙太爺家女工，阿Q曾對她出言不遜。
- 小D——亦为底层人物，帮佣为生，曾与阿Q打架。D為Don之縮寫，鲁迅表示小D應讀做「小同」，並认为他“长大后也是另一个阿Q”。[3]

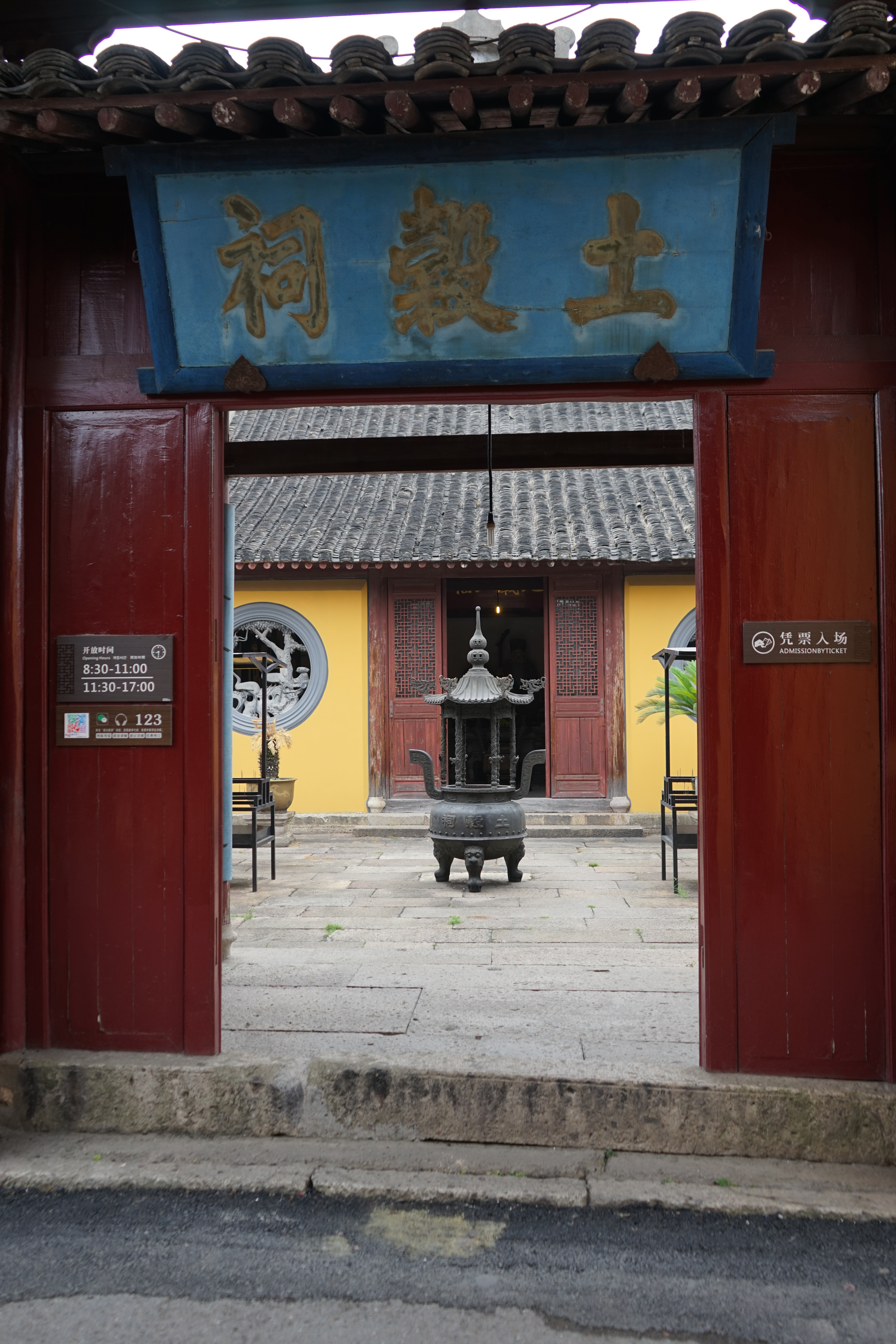
土穀祠，鲁迅笔下的阿Q经常出现的地方

## 評論
阿Q这一形象有其复杂的性格，但人物的内心世界并不复杂。在欺压时期用精神胜利法来使自己获得感情上的平衡，精神没有执着的追求；相反，玩世不恭的态度反映了流氓无产者的信念丧失。鲁迅“哀其不幸，怒其不争”，当年编者曾放在“开心话”专栏内，其实饱含着沉痛、哀伤，有心人读来并不认为开心。
1937年3月，毛泽东在延安和美国作家史沫特莱说起《阿Q正传》，评价到中国国内有一部分人是带着阿Q精神，在任何时候都认为自己是胜利的，别人则是失败的。并在1955年10月，七届六中全会上谈不要当“假洋鬼子”，不准别人从事革命。
任继愈认为研究评论《阿Q正传》的文章很多，也有写得相当好的，他们从文学方面着眼的多，抓住中国农民的本质来深入剖析的文章却是少见。许多人看不到这一点，嘲笑阿Q的某些缺点、毛病，其实这些毛病人人都有，是中华传统文化长期带来的胎记。钱理群认为鲁迅直到临死前，还为“《阿Q正传》的本意……能了解者不多”而感到“隔膜”，其主要方面就是鲁迅对“阿Q似的革命”的思考不为人们所了解。鲁迅的感慨“《阿Q正传》的本意，我留心各种评论，觉得能了解者不多。搬上银幕以后，大约也未免隔膜，供人一笑，颇亦无聊，不如不作也。”
魯迅曾說過，阿Q的身上也有革命的意識，但研究者對此探討不多。汪暉指出“阿Q有几次要觉醒的意思。这里说的觉醒不是成为革命者的觉醒，而是对于自己的处境的本能的贴近。……阿Q的革命动力隐伏在他的本能和潜意识里。”

## 地位
该小说被翻译成各种语言。法国文豪罗曼·罗兰认为“这部讽刺写实作品是世界性的，法国大革命时也有过阿Q，我永远忘不了阿Q那副苦恼的面孔。”此外也影响着中国其他的文学家及其著作，比如老舍先生的《猫城记》中描写看客的冷漠。

## 文化影響
- 香港在1958年已將《阿Q正傳》拍成電影，關山（關之琳父親）主演，榮獲瑞士羅加諾影展最佳男主角“銀帆獎”，令他成為首位在國際影展中獲獎的香港演員，時年25歲。
- 1976年香港TVB電視台播映電視劇《阿Q正傳》，共五集，江毅主演。
- 《阿Q正传》中国大陆电影版由上海电影制片厂摄制、陈白尘编剧、岑范执导、严顺开[註 1]主演，1981年上映。该片系纪念鲁迅先生诞辰100周年之作，也是中国首部参加法国戛纳国际电影节主竞赛单元的电影，导演岑范获金棕榈奖提名。另外，荣获第二届瑞士韦维国际喜剧电影节最佳男演员“金拐杖奖”、第六届大众电影百花奖最佳男主角奖、第十二届葡萄牙菲格拉·达福兹国际电影节评委会奖。
- 現今的中文也借用小說主角阿Q的特点，「阿Q」有逃避現實、自我安慰的精神勝利法之意。
- 趙家人

## 延伸阅读
[在维基数据编辑]
 在维基文库阅读本作品原文（ 在维基共享资源阅览影像）

## 外部連結
- 张旭东：〈中国现代主义起源的“名”“言”之辩：重读《阿Q正传》 （页面存档备份，存于）〉。
- 保罗·福斯特：〈社会戏与阿Q话语的构建——《阿Q正传》的阅读方法及互文性研究 （页面存档备份，存于）〉。
- 丸尾常喜：〈《阿Q正传》再考——关于“类型” （页面存档备份，存于）〉。